# Melč
Melč (in tedesco Meltsch) è un comune della Repubblica Ceca facente parte del distretto di Opava, nella regione della Moravia-Slesia.